# Cappella di Santa Maria a Macerata
La cappella campestre di Santa Maria a Macerata è un luogo di culto cattolico di Caserta. La cappella è di origine medievale e si trova sulla strada statale Appia 7 al km 217. La zona intorno alla cappella, una vasta zona ad est del centro di Caserta, ai confini con il comune di Maddaloni, è detta "Macerata", da non confondere con l'altro comune della provincia di Caserta che porta il nome di Macerata, cioè Macerata Campania.

## Storia
La prima attestazione della cappella è nella Bolla di Senne del 1113. La cappella viene citata ancora nel Privilegio di papa Alessandro III del 1178 e nelle decime del 1308-1310 e del 1327-1328.
Non viene citata nella visita pastorale del vescovo De Petruciis del 3 novembre 1507.

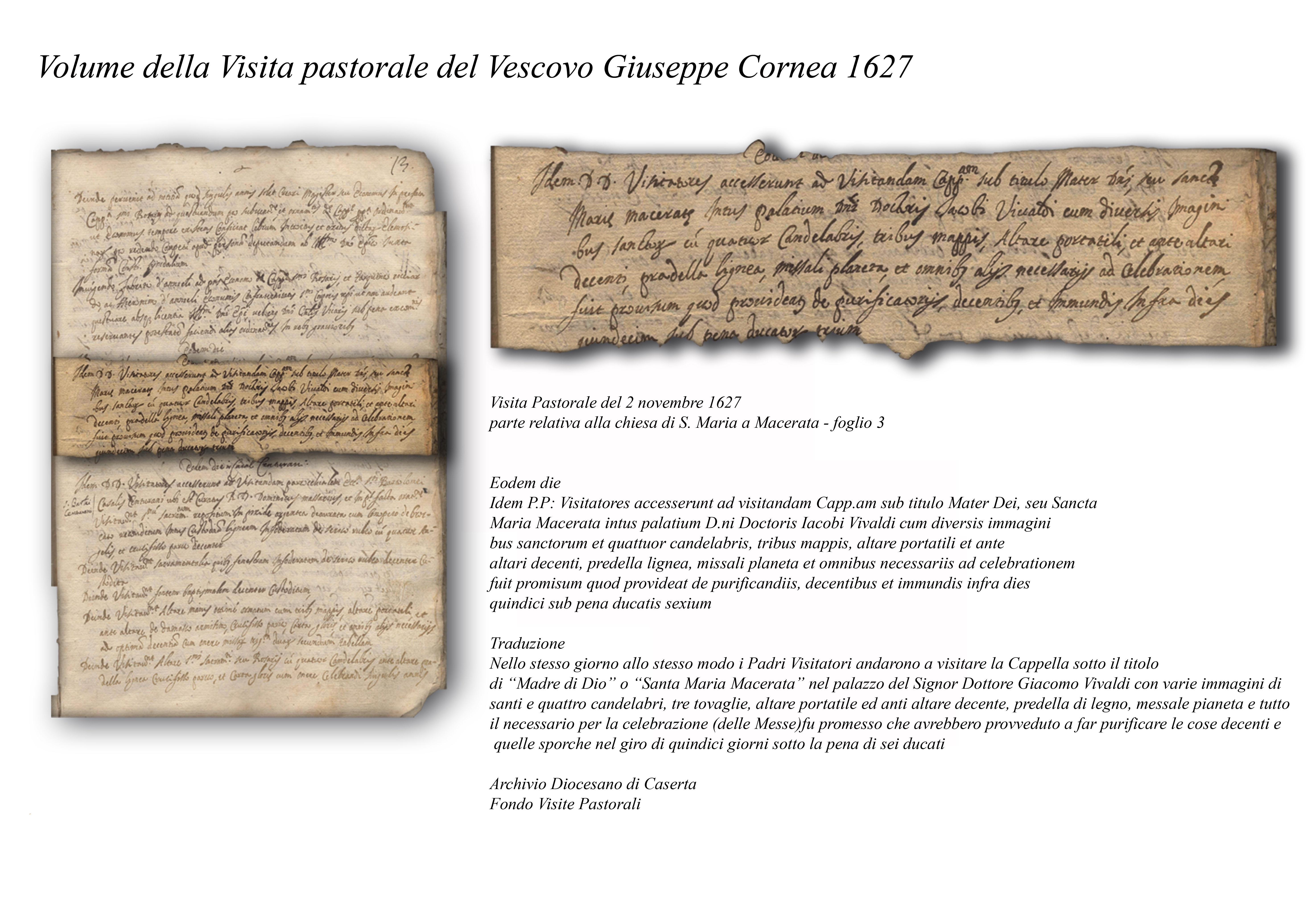
Visita pastorale del Vescovo Giuseppe Cornea 1627

Riappare sotto il titolo di Mater Dei nel resoconto della visita pastorale del vescovo Cornea del 1627: in esso si dice che si trova nel palatium del signor dottore Giacomo Vivaldi e che custodiva diverse immagini di santi con un altare mobile in legno; era fornita di tutto il necessario per il culto, ma alcune cose non erano tenute nel giusto decoro e nella perfetta pulizia: fu minacciata, infatti, una multa di sei ducati se entro quindici giorni non si fosse provveduto.
Viene ancora documentata nei Catasti della Città di Caserta del 1635 e del 1655.
È nominata nell'inventario del parroco di San Clemente don Giuseppe Fusco del 1762, in cui è definita “cappella rurale”.
Esperti nel 1773 la definisce “ … cappella con Romito che la mantiene con limosine”.
Si è completato così il ciclo della cappella che da centro di una comunità, per quanto piccola, passa ad essere luogo solitario nella campagna.
Nel 1778 papa Pio VI concesse una solenne indulgenza plenaria a coloro che visitavano la cappella durante la settimana della natività della Vergine (8 settembre) e nei tre giorni della Pentecoste, mentre parziale a coloro che la visitavano nelle domeniche e nelle feste del mese di maggio. A testimonianza fu eretta una lapide tuttora esistente nell'atrio della cappella.
Alcuni racconti riferiscono che la cappella fu frequentata anche da Ferdinando IV di Borbone il quale avrebbe donato il paliotto d'altare ancora visibile. Rizzi Zannoni la disegnò, forse a testimonianza dell'attenzione del re, nella carta topografica del Regno di Napoli.
Nel 1871, per la vista pastorale, il parroco Vincenzo Brignola la definisce “cappella campestre … custodita da due eremiti”.
Nel 1919 i soldati reduci della Prima guerra mondiale appongono una lapide per ringraziare la Madonna e pregare per la Patria.
Alla fine degli anni '70 del secolo scorso la cappella viene restaurata, ma prima il terremoto del 1980 e poi l'incuria ne provocano la chiusura. Ulteriori restauri intorno al 2010 l'hanno restituita al culto e alla devozione popolare.

## Struttura e facciata
Pietro Di Lorenzo ha fatto una prima analisi della struttura della cappella ed ha osservato che la cappella si colloca su un leggero declivio ai piedi dei colli tifatini con un orientamento quasi perfetto Est-Ovest, tipico delle chiese medievali, anche considerando l'assenza di vincoli ambientali, topografici ed urbanistici.
Attualmente si trova al di sotto del piano stradale di circa un metro: ciò, anche considerando la costruzione della variante alla strada statale Appia costruita nel 1960, che passa proprio accanto alla cappella e che ha sicuramente contribuito al sollevamento del suolo circostante, costituisce un segno dell'antichità dell'impianto.
La facciata della cappella è a capanna ed è completamente intonacata. Il campanile è posto a sinistra della facciata ed è ad essa allineato e dalla struttura sembra risalire alla fine del 1800.

## Interno
Si accede alla cappella scendendo alcuni gradini ed attraversando un profondo arco voltato che si apre in un piccolo atrio il quale fu costruito, asserisce Pietro Di Lorenzo, probabilmente a metà Ottocento. Più antica appare la cantoria (fine Settecento). L'interno si presenta ad aula unica con copertura piana per i due terzi della cappella; con copertura a volta a padiglione ribassato il presbiterio.
Nell'abside si trova un affresco di una Madonna con il Bambino: Maria è seduta e sta allattando il piccolo. L'immagine si inquadra nell'iconografia della Madonna del latte o delle Grazie. È stata ipotizzata una datazione basso-medievale, ma più probabilmente è databile al sec. XVII.

## L'antico cimitero
Durante il colera che tra il 1836 e il 1837 colpì tragicamente il regno delle Due Sicilie, il terreno accanto alla cappella diventò un cimitero per i morti dell'epidemia.
Domenico Ianniello riporta la notizia, senza meglio precisarla, che nel 1836 furono aperti un ospedale per colerosi nel monastero francescano di Puccianiello e il “Cimitero colerico di santa Maria di Macerata nel Pago di San Clemente”.
Ianniello calcola il numero dei morti certi di colera del 1837, cioè quelli registrati nei libri parrocchiali: 541 su 23.000 abitanti circa, tutti o quasi trasportati al cimitero di S. Maria a Macerata. “Le salme, avvolte in sacchi cosparsi di pece, confluivano da ogni direzione al pio luogo di sepoltura di notte alla luce di torce su carretti trainati dai becchini; spettacolo più lugubre nei giorni dei decessi numerosi (luglio 1837).
I libri parrocchiali dei morti ci informano puntualmente di tali sepolture: troviamo, per esempio, militari (don Antonio della Calce, alfiere del primo Lancieri di anni trentasei, domiciliato in Caserta strada Sant'Agostino, della parrocchia di San Sebastiano); notai (don Antonio Tartaglione, cancelliere comunale di Caserta, di anni settantadue , domiciliato in strada Ellittica), della stessa parrocchia; tessitori (Ferdinando Solaro, di anni trenta, domiciliato in Briano Strada Vinella Esperti); semplici cittadini come Maddalena Moronese, morta a San Clemente il 18 giugno 1837. Troviamo anche alcuni personaggi “illustri” come per esempio Giovanni Graefer (figlio di John Andrew Graefer, co-progettista del Giardino all'Inglese della Reggia di Caserta, morto il 20 luglio del 1837 a San Leucio e una delle due sorelle Costa (proprietarie della storica statua di S. Anna, protettrice di Caserta) morta nella loro abitazione di viella Salomone in via S. Elena a Caserta.
Per tutti l'indicazione che sono stati sepolti nel cimitero appositamente allestito accanto alla cappella di S. Maria a Macerata.

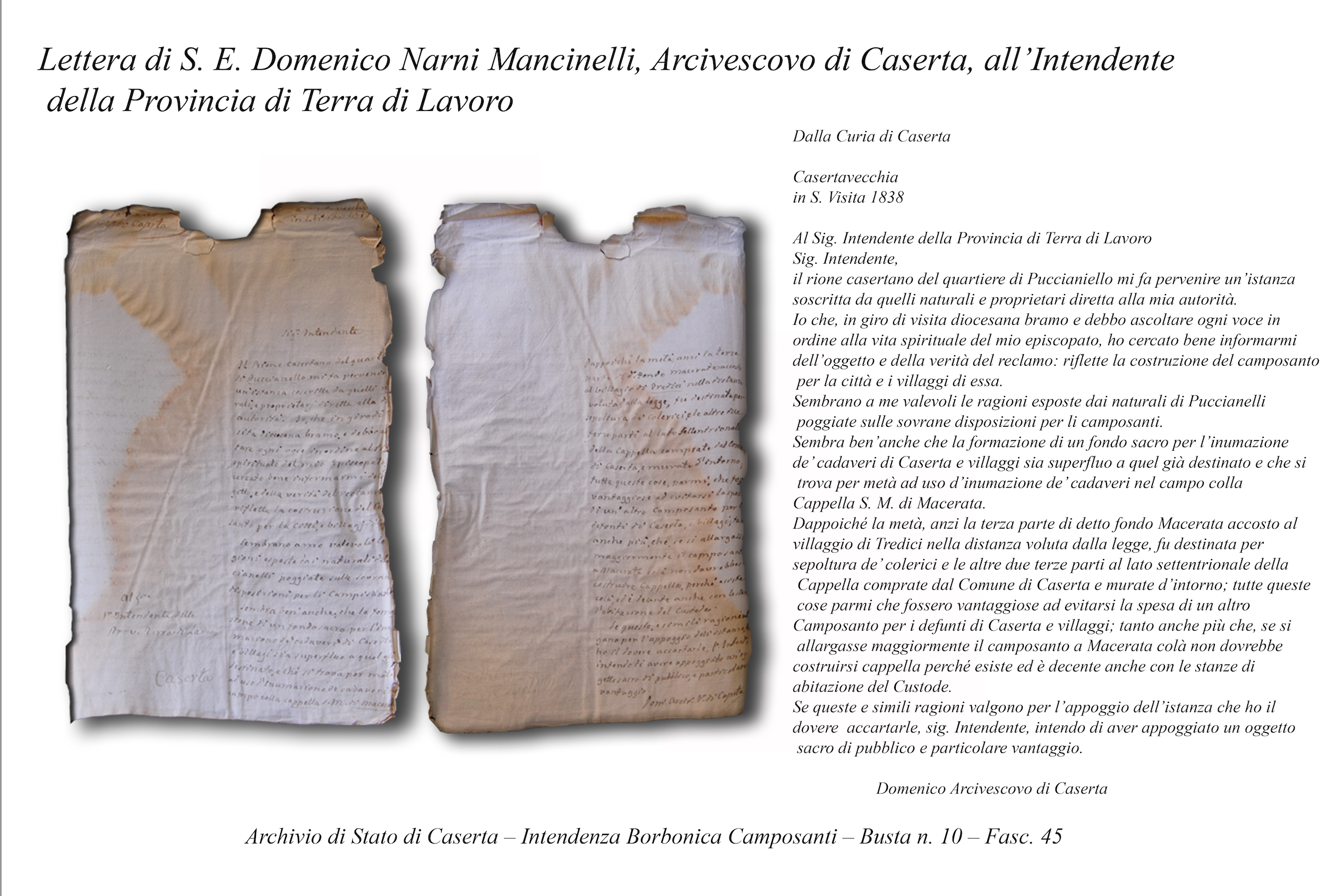
Lettera autografa di S. E. Domenico Narni Mancinelli all'Intendente di Terra di Lavoro (1838) [ASCE - Intendenza Borbonica camposanti - Busta 10 - Fasc. 45

Una lettera del Vescovo di Caserta Domenico Narni Mancinelli all'Intendente della Provincia di Terra di Lavoro, inviata durante la Visita pastorale del 1838, ci informa che “…la metà, anzi la terza parte di detto fondo Macerata accosto al villaggio di Tredici nella distanza voluta dalla legge, fu destinata per sepoltura de' colerici e le altre due terze parti al lato settentrionale della Cappella comprate dal Comune di Caserta e murate d'intorno …”.
Nella stessa lettera, il Vescovo, che scriveva su richiesta degli abitanti di Puccianiello che mal digerivano la decisione della costruzione del nuovo cimitero casertano nel loro territorio, afferma che: “ …tutte queste cose farmi che fossero vantaggiose ad evitarsi la spesa di un altro Camposanto per i defunti di Caserta e villaggi; tanto più che, se si allargasse maggiormente il camposanto a Macerata colà non dovrebbe costruirsi cappella perché esiste ed è decente anche con le stanze di abitazione del Custode”.
La conformazione dell'area attuale, almeno nella parte circondata da mura, risale quindi proprio al periodo dell'epidemia di colera.

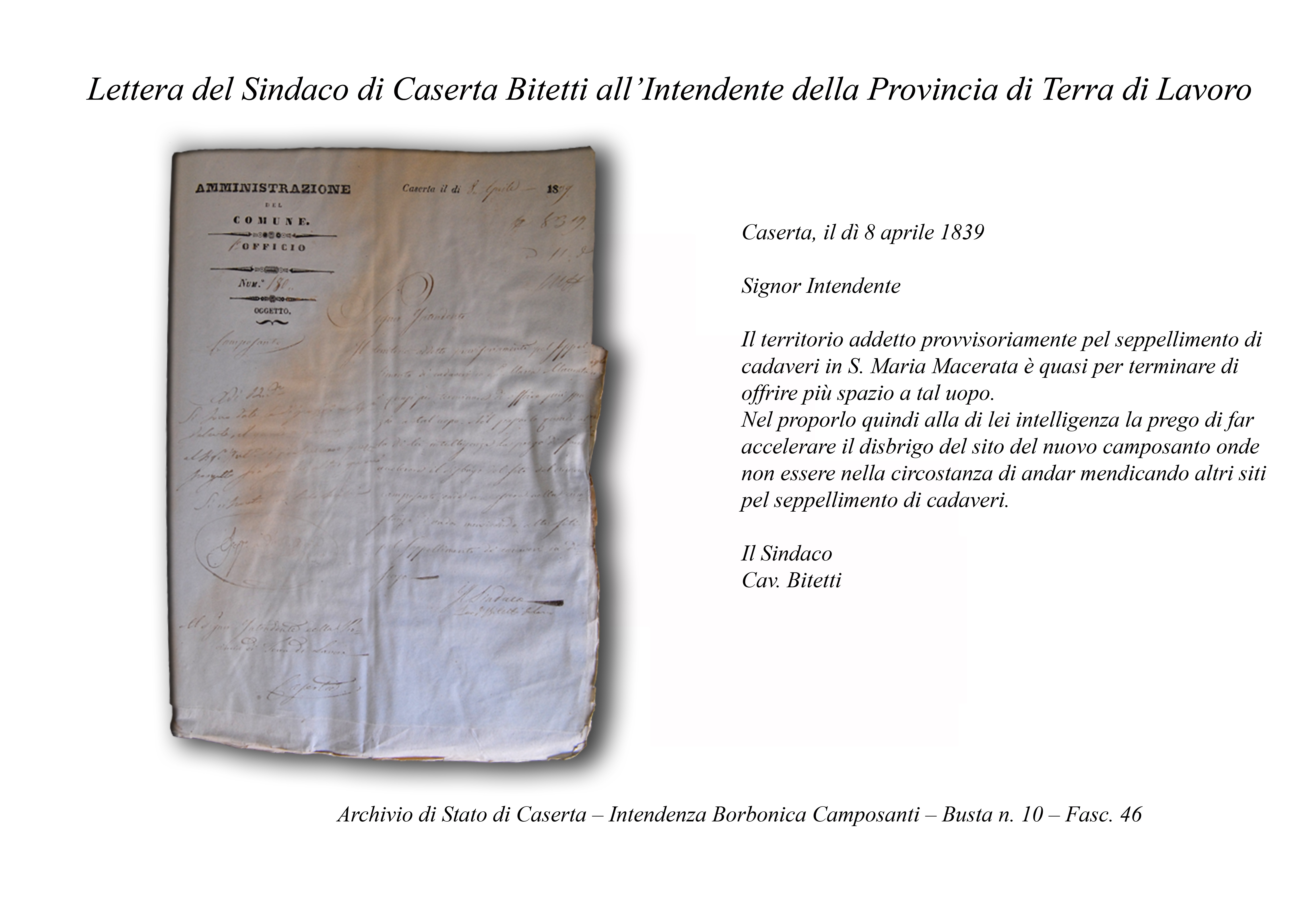
Lettera del Sindaco di Caserta Bitetti all'Intendente di Terra di Lavoro (1839) per segnalare la mancanza di spazio per le sepolture a S. Maria a Macerata.

Ancora per tutto il 1838 il sito fu adibito a cimitero per i morti dell'intero comune, ma nel 1839 fu avviato alla chiusura per mancanza di spazio, come attesta una lettera del Sindaco di Caserta, cav. Bitetti, all'Intendente di Terra di Lavoro, in cui si lamenta la mancanza di spazio e si sollecita “il disbrigo del nuovo camposanto onde non essere nella circostanza di andar mendicando altri siti per seppellimento di cadaveri”.
Il problema fu risolto qualche anno dopo, nel 1840, con l'apertura dell'attuale Cimitero di Caserta.
La situazione dell'antico cimitero di S. Maria a Macerata rimase cristallizzata fino agli anni Settanta del 1900 quando l'Amministrazione pensò di utilizzare l'area per un parco giochi sul modello dei “parchi Robinson”, nati in Svizzera e nel Nord Europa pochi anni prima: si trattava di uno spazio attrezzato con giochi, soprattutto in legno, all'aria aperta per permettere ai bambini di fare movimento e giocare in sicurezza. Nella zona di Caserta fu sicuramente uno dei primi ed intere generazioni di bambini e ragazzi vi trascorsero intere estati.
A metà degli anni '80 il parco, per mancanza di manutenzione, fu gradatamente abbandonato e alla fine chiuso al pubblico.
Negli anni '90 la struttura fu affidata dal Comune alla LIPU che vi impiantò il “Parco Gaia”, un centro per il recupero della fauna selvatica, soprattutto rapaci vittime di bracconieri o di incidenti.
La LIPU ha gestito l'area fino alla fine degli anni '10 del 2000, quando, dopo la scadenza della convenzione, l'Amministrazione l'ha affidata alla Parrocchia di San Clemente P.M.
Attualmente consiste in un parco recintato da un muro ottocentesco estesa per 3800 mq sulla Strada Statale 7 Appia al km 217.
Al suo interno sono presenti una piccola foresteria con servizi igienici, alcune panchine e vialetti, qualche gioco per bambini, ma soprattutto molti alberi, alcuni di alto fusto: vi si trovano lecci, querce da sughero, carrubi, palme nane, acacie, pini, cipressi, ulivi.
Il parco è aperto da aprile ad ottobre tutti i pomeriggi fino al tramonto e nei giorni festivi anche la mattina grazie all'opera di volontari e periodicamente ospita manifestazioni artistiche e culturali.